# Чинн, Энтони
Энтони Чинн (1930 — 22 октября 2000) гайанский актёр из Англии, который снялся в более чем 50 фильмах и телесериалах за свою карьеру, насчитывавшую более четырёх десятилетий.

## Биография
Чинн родился в Джорджтауне, Гайана. Дебютировал в кино в Соединённом Королевстве в 1957 году, переехал в Лондон в 1961 году и в течение следующих нескольких лет появлялся в британских сериалах, таких как «Мстители», «Опасный человек», «Защитники» и «Стептоу и сын», а также в двух эпизодах «НЛО» Джерри Андерсона..
У Чинна также были ранние не отмеченные в титрах роли в фильмах о Джеймсе Бонде «Доктор Ноу» (1962), «Голдфингер» (1964) и «Живёшь только дважды» (1967), а позже он сыграл тайваньского бизнесмена в фильме «Вид на убийство» (1985). Чинн сыграл Китаи в «Письме из Кремля» Джона Хьюстона (1969), китайского убийцу в «Розовая пантера снова наносит удар» (1976) и китайского швейцара в «Мести Розовой пантеры» (1978). Он появился в роли Мохана в фильме «Индиана Джонс: В поисках утраченного ковчега» (1981) и в роли техника Мактилбурга в «Пятом элементе» (1997).
Чинн также работал в театре и появлялся в телевизионной рекламе таких брендов, как пиво McEwan’s. Он был госпитализирован с кровоизлиянием в мозг 21 октября 2000 года и умер на следующий день в лондонской больнице. Гайанский актёр был похоронен в Северном Лондоне, у него остались четверо сыновей и двое внуков.
 